# Susan Constant
Pour les articles homonymes, voir Constant.

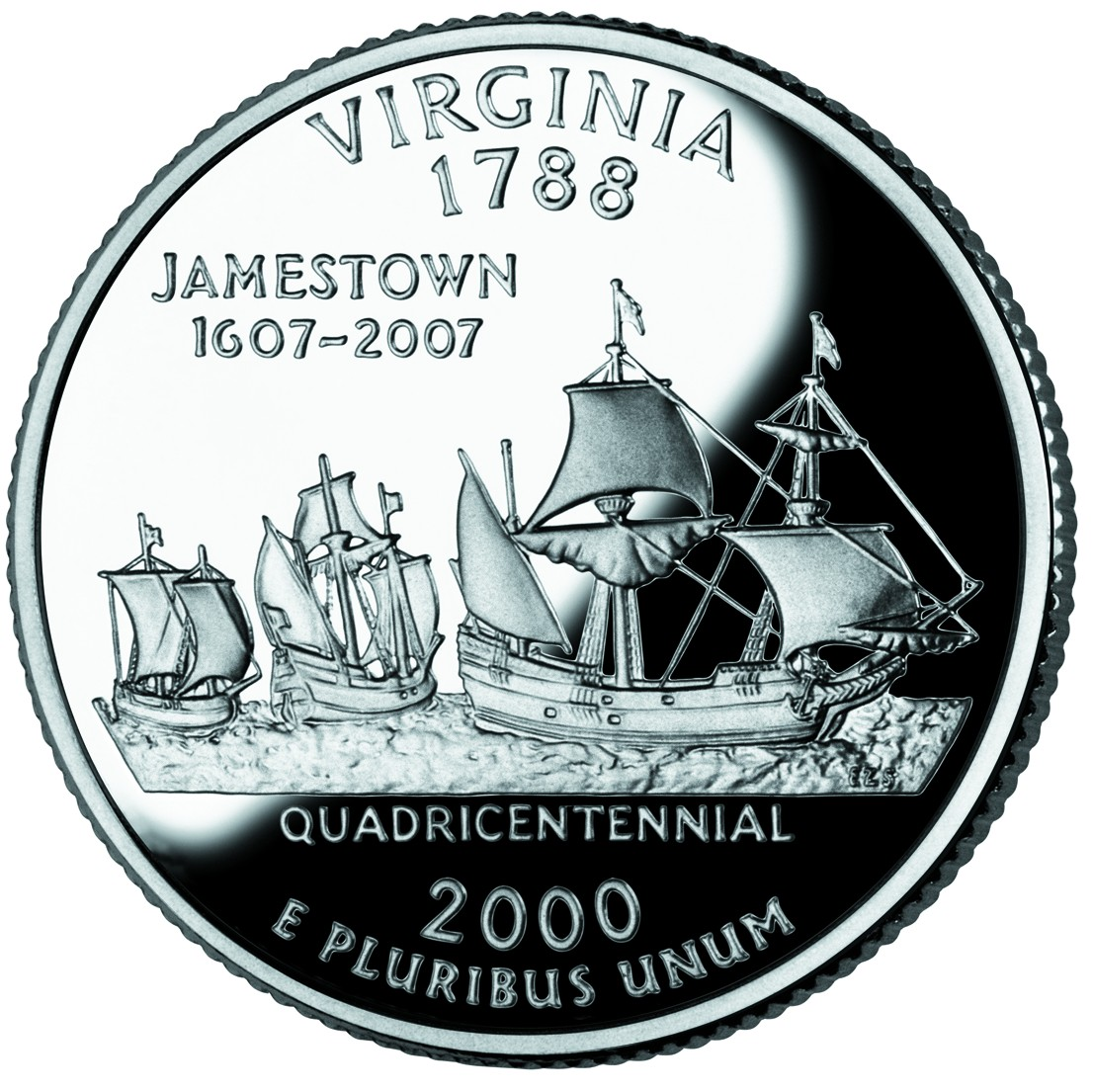
Le Susan Constant, le Godspeed et le Discovery sur une pièce de monnaie commémorative.

Le Susan Constant est l'un des trois bateaux qui transportèrent en 1607 les colons de la Virginia Company qui fondèrent la colonie de Jamestown en Virginie. Une réplique fut réalisée pour célébrer le quatre-centième anniversaire de cet événement.

## Susan Constant
Le Susan Constant était le plus grand des trois bateaux.
Pesant 120 tonnes, le Susan Constant été mené par le capitaine Christopher Newport lors du voyage de 1607 qui a eu comme conséquence la fondation de la première colonie permanente anglaise en Amérique du Nord, Jamestown, dans la nouvelle colonie de Virginie.
Sur ce voyage, il transportait 71 colons, des hommes uniquement. La longueur de quille est estimée à 16,8 mètres de long. Il est revenu en Angleterre en mai 1607. Il servit de bateau marchand jusqu'en 1615.

## Susan Constant II
Le Susan Constant II est une réplique de l'ancien Susan Constant.

Il a été construit en 1956-57 en même temps que le Discovery II et le Godspeed II.
Ces trois répliques de bateau ont été réalisées pour le 400e anniversaire de leur arrivée à Jamestown. Elles sont visibles dans la James River, à côté de l'emplacement historique de Jamestown.

## Sources
- Chapman, Great sailing ships of the world, par Otmar Schauffelen, 2005 (page 361)  (ISBN 1-58816-384-9)